# Кыргыз-Чек
Кыргыз-Чек — село в Кара-Сууском районе Ошской области Республики Кыргызстан. Центр Мадынского аильного округа.
Расположено примерно в 8 км от областного центра г. Ош.
Население — 4 590 жителей (2009).